# Sikorsky S-333
Schweizer 330/333 — вертолёт, впервые поднялся в воздух в 1988 году. Является развитием вертолёта Hughes/Schweizer 300 с газотурбинным двигателем. Швейцер 330SP — улучшенный вариант, увеличен диаметр несущего винта, повышены взлётный вес, скорость и дальность полёта. Строится компанией «Швейцер Эйркрафт», дочерней компанией «Сикорский». В феврале 2009 в связи с ребрендингом вертолёт  переименован в Сикорский S-333.
На базе лёгкого вертолёта Швейцер 333 разработан БПЛА MQ-8B.

## Лётно-технические характеристики
Экипаж: 1, пассажиры: 2-3, силовая установка: 1 x ГТД Allison 250-C20W максимальной продолжительной мощностью 164кВт, диаметр несущего винта: 8.31 м, диаметр рулевого винта: 1.30 м, взлётный вес: 1025 кг, вес пустого: 517 кг, максимальная скорость: 200км/ч, крейсерская скорость: 185км/ч, статический потолок без учёта влияния земли и со взлётным весом 900кг: 3415 м, дальность полёта: 590 км, продолжительность полёта: 4.19ч